# Episodi di Las Vegas (quarta stagione)
La quarta stagione della serie televisiva Las Vegas, composta da 17 episodi, è stata trasmessa negli Stati Uniti dal canale NBC dal 27 ottobre 2006 al 9 marzo 2007.
In Italia è andata in onda sul canale Fox e, in chiaro su Rai 2.
| nº | Titolo originale                   | Titolo italiano                       | Prima TV USA     | Prima TV Italia  |
| -- | ---------------------------------- | ------------------------------------- | ---------------- | ---------------- |
| 1  | Father of the Bride Redux          | Una pallottola per Ed                 | 27 ottobre 2006  | 10 dicembre 2007 |
| 2  | Died in Plain Sight                | Finto omicidio                        | 3 novembre 2006  | 10 dicembre 2007 |
| 3  | The Story of Owe                   | Un debito da saldare                  | 10 novembre 2006 | 17 dicembre 2007 |
| 4  | History of Violins                 | La storia dei violini                 | 17 novembre 2006 | 17 dicembre 2007 |
| 5  | Delinda's Box (1)                  | La bara di Delinda (1)                | 1º dicembre 2006 | 24 dicembre 2007 |
| 6  | Delinda's Box (2)                  | La bara di Delinda (2)                | 1º dicembre 2006 | 24 dicembre 2007 |
| 7  | Meatball Montecito                 | Un matrimonio da 2 milioni di dollari | 8 dicembre 2006  | 31 dicembre 2007 |
| 8  | White Christmas                    | Bianco Natale                         | 15 dicembre 2006 | 31 dicembre 2007 |
| 9  | Wines and Misdemeanors             | Il vino di Ed                         | 5 gennaio 2007   | 7 gennaio 2008   |
| 10 | Fleeting Cheating Meeting          | Un bacio e... addio                   | 12 gennaio 2007  | 7 gennaio 2008   |
| 11 | Wagers of Sin                      | Scommesse pericolose                  | 19 gennaio 2007  | 14 gennaio 2008  |
| 12 | The Chicken is Making My Back Hurt | Buoni propositi                       | 2 febbraio 2007  | 14 gennaio 2008  |
| 13 | Pharaoh 'Nuff                      | La mummia scomparsa                   | 9 febbraio 2007  | 21 gennaio 2008  |
| 14 | The Burning Bedouin                | Una situazione d'emergenza            | 16 febbraio 2007 | 21 gennaio 2008  |
| 15 | Bare Chested in the Park           | La festa annuale                      | 23 febbraio 2007 | 28 gennaio 2008  |
| 16 | Junk in the Trunk                  | Un brutto affare                      | 2 marzo 2007     | 28 gennaio 2008  |
| 17 | Heroes                             | Eroi                                  | 9 marzo 2007     | 28 gennaio 2008  |